# 中川直之
中川 直之（なかがわ なおゆき、1982年6月6日 - ）は、山口県出身のバスケットボール選手。
東部中学校→豊浦高校→専修大学卒業。ポジションはポイントガード。身長1m80cm、体重68kg。バスケットボール選手中川和之の双子の兄である。最終学歴は専修大学卒業。
2005年に九州電力に入部、全日本実業団バスケットボール競技大会などで活躍した。
最近はYouTubeで中高生に向けた動画を制作、投稿している。
(チャンネル名→中川直之考えるバスケットの会)